# Język pragermański
Język pragermański – rekonstruowany wspólny język ludów germańskich, wywodzący się z języka praindoeuropejskiego. Prajęzyk rodziny języków germańskich.

## Sytuacja językowa i etniczna Europy w okresie wspólnoty pragermańskiej
Wspólnota pragermańska, definiowana jako wspólnota języka i religii ludów germańskich, powstała około pięciu wieków przed naszą erą. Do początków IV w. n.e. używano stosunkowo jednolitego języka pragermańskiego. Był to okres dominacji Rzymu i prawie na całym południu Europy i północy Afryki mówiono wówczas po łacinie. Wcześniej jednak Półwysep Iberyjski i tereny dzisiejszej Francji zamieszkiwały ludy posługujące się wczesnymi językami celtyckimi. Słowianie i Bałtowie mieli swoje siedziby na terenach dzisiejszej Białorusi i Ukrainy. Pozostała część Europy – północne tereny Niemiec, Półwysep Jutlandzki i południe Skandynawii – znajdowała się w większości we władzy Germanów.

## Początki języka pragermańskiego
Początki języka pragermańskiego owiane są tajemnicą. Niektórzy językoznawcy wysuwają ostrożne hipotezy, że język ten powstał w wyniku nawarstwienia się późnych dialektów praindoeuropejskich na bliżej nieokreślony substrat języków uraloałtajskich. Inne hipotezy wskazują raczej na substrat azjanicki. Dowodem takiego właśnie przebiegu wydarzeń ma być fakt występowania we współczesnych językach germańskich dużej liczby słów nieindoeuropejskiego pochodzenia – zwłaszcza tych związanych z morzem i żeglugą, np. niem. See, ang. sea, niderl. zee, szw. sjö (rekonstruowana forma pragermańska – *saiwi-, *saiwa-) obok indoeuropejskich nazw niem. Meer (por. pol. morze, łac. mare). Należy tu jednak jeszcze cały szereg wyrazów ogólnych, takich jak niem. trinken – ang. drink – szwedz. dricka (= pić; rekonstruowana forma pragerm. *drenk); niem. Weib – ang. wife (= kobieta, żona; rekonstruowana forma pragerm.: *wiba).

## Innowacje fonetyczne i fonologiczne
W języku pragermańskim pojawiło się w stosunku do praindoeuropejskiego kilka innowacji. Przede wszystkim zniknął ruchomy akcent wyrazowy, zastąpiony stałym akcentem padającym na samogłoskę tematyczną.
Co się tyczy spółgłosek, odkryto w języku pragermańskim tzw. pierwszą przesuwkę germańską (odkrycia dokonał Jakub Grimm). Polegała ona na regularnej zmianie artykulacji niektórych spółgłosek (zob. prawo Grimma).

## Innowacje gramatyczne
Język pragermański zachował wiele praindoeuropejskich własności gramatycznych. Niektóre były systematycznie rozbudowywane, tak że praindoeuropejski przegłos stał się podstawą nieregularnej odmiany czasownika (por. niem. sehen – sah – gesehen, ang. see – saw – seen, szw. se – såg – sett). Jednak już w języku pragermańskim rozwinęła się obok tego odmiana regularna, oparta na dodaniu przyrostka dla form czasu przeszłego (por. niem. liebte, ang. loved, szw. älskade). Również w języku pragermańskim rozwinęła się regularna odmiana przymiotnika oparta na końcówce -n (por. niem. das blaue Haus : des blauen Hauses). Uproszczony został też praindoeuropejski system przypadków, z którego język pragermański zachował mianownik, dopełniacz, celownik, biernik oraz narzędnik (obecny we wczesnych stadiach rozwoju języków zachodniogermańskich) i wołacz (obecny później w języku gockim), z których jednak ostatnie dwa są rekonstruowane jedynie w liczbie pojedynczej. Redukcji uległ też system czasów, z którego zachowały się tylko formy czasu teraźniejszego i przeszłego trybów oznajmującego i łączącego.